# Yauheni Hutarovich
Yauheni Hutarovich (Minsk, 29 de novembro de 1983) foi um ciclista da Bielorrússia, tendo atuado como profissional no período de 2002 a 2016.

## Equipes
- 2002, UV De l'Aube (França)
- 2003, UV De l'Aube (França)
- 2006, UV De l'Aube (France)
- 2007, Roubaix - Lille Métrôpole - Dalkia - Auchan (França)
- 2008, Française Des Jeux (França)
- 2009, Française Des Jeux (França)
- 2010, Française Des Jeux (França)
- 2011, FDJ (França)
- 2012, FDJ - BigMat (França)
- 2013, AG2R La Mondiale (França)
- 2014, AG2R La Mondiale (França)
- 2015, Bretagne - Séché Environnement (França)
- 2016, Fortuneo - Vital Concept ((França)